# Gran Premio Montelupo 1966
Il Gran Premio Montelupo 1966, seconda edizione della corsa, si svolse il 19 luglio 1966 su un percorso di 204 km. La vittoria fu appannaggio dell'italiano Franco Cribiori, che completò il percorso in 5h06'00", precedendo i connazionali Dino Zandegù e Italo Zilioli.
Sul traguardo di Montelupo Fiorentino 59 ciclisti, su 73 partiti dalla medesima località, portarono a termine la competizione. 

## Ordine d'arrivo (Top 10)
| Pos. | Corridore           | Squadra           | Tempo    |
| ---- | ------------------- | ----------------- | -------- |
| 1    | Franco Cribiori     | Vittadello        | 5h06'00" |
| 2    | Dino Zandegù        | Bianchi-Mobylette | a 34"    |
| 3    | Italo Zilioli       | Sanson            | s.t.     |
| 4    | Marino Vigna        | Vittadello        | s.t.     |
| 5    | Giuseppe Grassi     | Filotex           | s.t.     |
| 6    | Vito Taccone        | Vittadello        | s.t.     |
| 7    | Renzo Baldan        | Vittadello        | s.t.     |
| 8    | Graziano Battistini | Vittadello        | s.t.     |
| 9    | Adriano Passuello   | Legnano           | s.t.     |
| 10   | Franco Bodrero      | Legnano           | s.t.     |